# Don João de Castro
Don João de Castro je název velkého podmořského vulkánu, ležícího 14 m pod hladinou moře mezi ostrovy São Miguel a Terceira. Sopka dostala název podle portugalské výzkumné lodi, která prozkoumala mělčiny v roce 1941. Dne 8. prosince 1720 erupce vytvořila ostrov s délkou asi 1,5 km a výškou 250 m, který erozní činitelé po dvou letech zarovnali na hladinu moře. Vulkán je stále seizmicky aktivní a má i rozsáhlé aktivní fumarolové pole.